# St. Nicholas, South Elmham
St. Nicholas, South Elmham is een gehucht in het Engelse graafschap Suffolk. Zij ligt in de civil parish All Saints and St. Nicholas, South Elmham, die in 2001 128 inwoners telde. Het gehucht moet vroeger een aan Nicolaas van Myra gewijde kerk hebben gehad, maar na de afscheiding van de Anglicaanse kerk in 1534 raakte deze in verval. Delen ervan werden in andere gebouwen opgenomen en thans is van het gebouw niets meer te zien.